# M'Nai (Marvel Comics)
Meia-Noite ou Sol da Meia-Noite (Midnight Sun no original) é um supervilão de quadrinhos da editora Marvel Comics, seu alter-ego M'Nai.

## Biografia
M'Nai
M'Nai era uma criança de uma pequena aldeia africana que Zheng Zu estava usando como sua sede para seus trabalhos. Quando Forças Armadas do Reino Unido atacaram a aldeia, toda a família foi morta isso deixou M'Nai muito ferido, que sofreu cicatrizes faciais permanentes. Notando que M'Nai não chorou apesar de sua lesão, Zheng Zu decidiu criar a criança na China como sua, ao lado de seu irmão adotivo Shang-Chi. Tomando a identidade de "Meia-noite", M'Nai usava sempre uma máscara para esconder a cicatriz facial. Embora ele e Shang-Chi às vezes brigavam bastante, eles cresceram como amigos, uma relação que terminou quando Shang-Chi se rebelou contra a Titania de seu pai e partiu.
Ele continuou a trabalhar como agente de Zheng Zu até que ele foi ordenado para assassinar Shang-Chi. A amizade deles desmoronou-se durante a missão, enquanto M'Nai zombava das tentativas de Shang-Chi para convencê-lo a renunciar à vilania de seu pai. O M'Nai proclamou que o seu coração estava cheio de um ódio indescritível pela humanidade, devido à forma como a sua família foi morta e o seu rosto irreversivelmente desfigurado e renunciado à sua amizade com Shang-Chi. Enquanto lutava com M'Nai no topo de um guincho, Shang-Chi evitou um chute poderoso. O chute foi tão forte que M'Nai perdeu o equilíbrio e caiu para sua morte aparente
Em segredo, M'Nai foi arrancado do fluxo temporal por Kang, o Conquistador momentos antes da sua morte. Kang o usou como soldado em sua Legião dos não-vivos, enviando-o para lutar contra os Vingadores. Foi deixado inconsciente por Mantis. Após o fim da batalha, Imediatos o devolveu ao seu próprio tempo, onde sua morte foi autorizada a seguir seu curso. A capa da meia-noite ficou presa no guincho quando ele caiu, quebrando o pescoço. Como seu corpo estava pendurado no guincho, Shang-Chi contemplou subir para recuperar o corpo e olhar para o rosto marcado de seu irmão (que ele nunca viu quando ele estava vivo) mas optou por não por respeito à M'Nai.
O corpo da meia-noite foi obtido Pelos Kree e mantido em armazenagem frigorífica durante anos. Quando os Kree perceberam que precisavam de um agente que pudesse derrotar o Surfista Prateado em combate, um cientista Kree chamado Kar-Sagg reanimou o cérebro da Meia-Noite e colocou-o num corpo clonado que tinha sido reforçado com poderes sobre-humanos para o tornar compatível com o Surfista Prateado. É neste ponto que ele foi renomeado '"Sol da Meia-Noite.
Sol da Meia-Noite
Já usando o nome Sol da Meia-Noite dado pelos Kree, ele utou com o Surfista Prateado ao lado do povo Kree. Com a ajuda de uma poeira de morte leve, ele usou seu talento para a discrição para bater o Surfista com vários ataques furtivos. No entanto, o Surfista eventualmente o detectou e usou sua prancha para prender o Sol da Meia-Noite, até que um ataque de uma nave Kree o forçou a fugir.
Os dois lutaram um contra um, quando os Kree o enviou para proteger Hala do Surfista, mas o Surfista derrotou-o novamente. Porque as alterações dos Kree o deixaram incapaz de falar ou usar os dedos, o Surfista Prateado nunca teve conhecimento do nome ou antecedentes do Sol da Meia-Noite e não conseguiu comunicar com ele. Embora seus poderes excederam o do Sol da Meia-Noite, o Surfista o considerou um oponente muito frustrante devido ao seu silêncio pedregoso e muitas vezes motivações incertas, bem como sua capacidade de pegar o Surfista de guarda fechada com ataques de surpresa e golpes hábeis e esquivas. Sol da Meia-Noite já participou de varias batalhas que o povo kree o colocou, em uma das múltiplas batalhas do Sol da Meia-Noite com o Surfista, ele interrompe um conflito entre os Krees e os Skrulls.

Mais tarde, ele retorna para lutar contra Shang-Chi mais uma vez, reconhecendo-o devido a memórias residuais. Incapaz de falar com Shang-Chi, Sol da da Meia Noite se comunica por meio de entalhes feitos com discos circulares e desiste de seu rancor contra ele. Mais tarde, ele recupera suas memórias e fala por meios desconhecidos e retorna ao seu antigo traje, desistindo de sua armadura metálica e discos. Após saber da morte de Zheng Zu, ele busca realizar seu sonho de conquista do mundo antes que os espíritos dos líderes da tríade que ele havia matado o aprisionem em outra dimensão.
Ele  finalmente escapa e lidera os inimigos de Shang-Chi, Razor Fist, Shen Kuei, Death-Hand, Shadow Stalker, Tiger-Claw e Shockwave, em uma emboscada contra ele e Domino em Hong Kong.
Ele retornou como servo do Hierofante, liderando um exército de ninjas mortos-vivos na assombrada Capital de Bao Fu. Seu objetivo era impedir que o Punho de Ferro e as Armas Imortais salvassem as Oito Capitais do Céu, como parte de um plano para mergulhar o mundo na escuridão, derrubando o próprio Céu. Após ser avisado da aproximação dos heróis, Sol da Meia-Noite e seu exército os confrontaram, mas foram derrotados. Ele foi pessoalmente dominado pela Noiva das Nove Aranhas após desferir um único golpe no Irmão Cachorro nº 1.

## Habilidades
Como um agente de Zheng Zu, M'Nai era um artista marcial altamente treinado e agente de espionagem. Ele era um mestre de combate desarmado e muitas armas de artes marciais, particularmente punhals, nunchaku, e shuriken. Sua especialidade era desaparecer nas sombras e emboscar seus oponentes. Ele teve anos de experiência nas disciplinas de Kung Fu, e é um praticante de Kung Fu realizado.
Quando Kar-Sagg o transformou em um agente Kree, ele transferiu o cérebro de Midnight para um poderoso corpo clonado. Seu novo corpo tem força sobre-humana, resistência, durabilidade, agilidade e reflexos. Mais notavelmente, os discos de prata foram enxertados nas palmas de suas mãos e nas solas de seus pés, que fornecem força propulsora que lhe permite viajar através do espaço. Ele costumava usar esses discos para bater seus inimigos usando suas habilidades de artes marciais.
Seu corpo também foi modificado para permitir que ele sobrevivesse às condições do espaço exterior, e ele parece não ter necessidade de comida ou descanso. Ele também é mudo. Embora a extensão exata de sua força sobre-humana, velocidade e tenacidade sejam desconhecidas, ele era capaz de causar dor ao Surfista Prateado, e sobreviver aos ataques repetidos do Surfista sem ferimentos graves. Seus atributos sobre-humanos foram tornados mais formidáveis pelo fato de que ele mantém todas as suas habilidades de artes marciais e afinidade para a escuridão, mesmo depois de sofrer amnésia.